# Спортивна наука
Спортивна наука — це дисципліна, яка вивчає, як здорове людське тіло працює під час фізичних вправ, а також як спорт і фізична активність сприяють здоров’ю та продуктивності з погляду клітин і всього тіла. Вивчення спортивної науки традиційно включає в себе області фізіології (фізіологія фізичних вправ), психології (психологія спорту), анатомії, біомеханіки (біомеханіка спорту), біохімії та кінезіології.

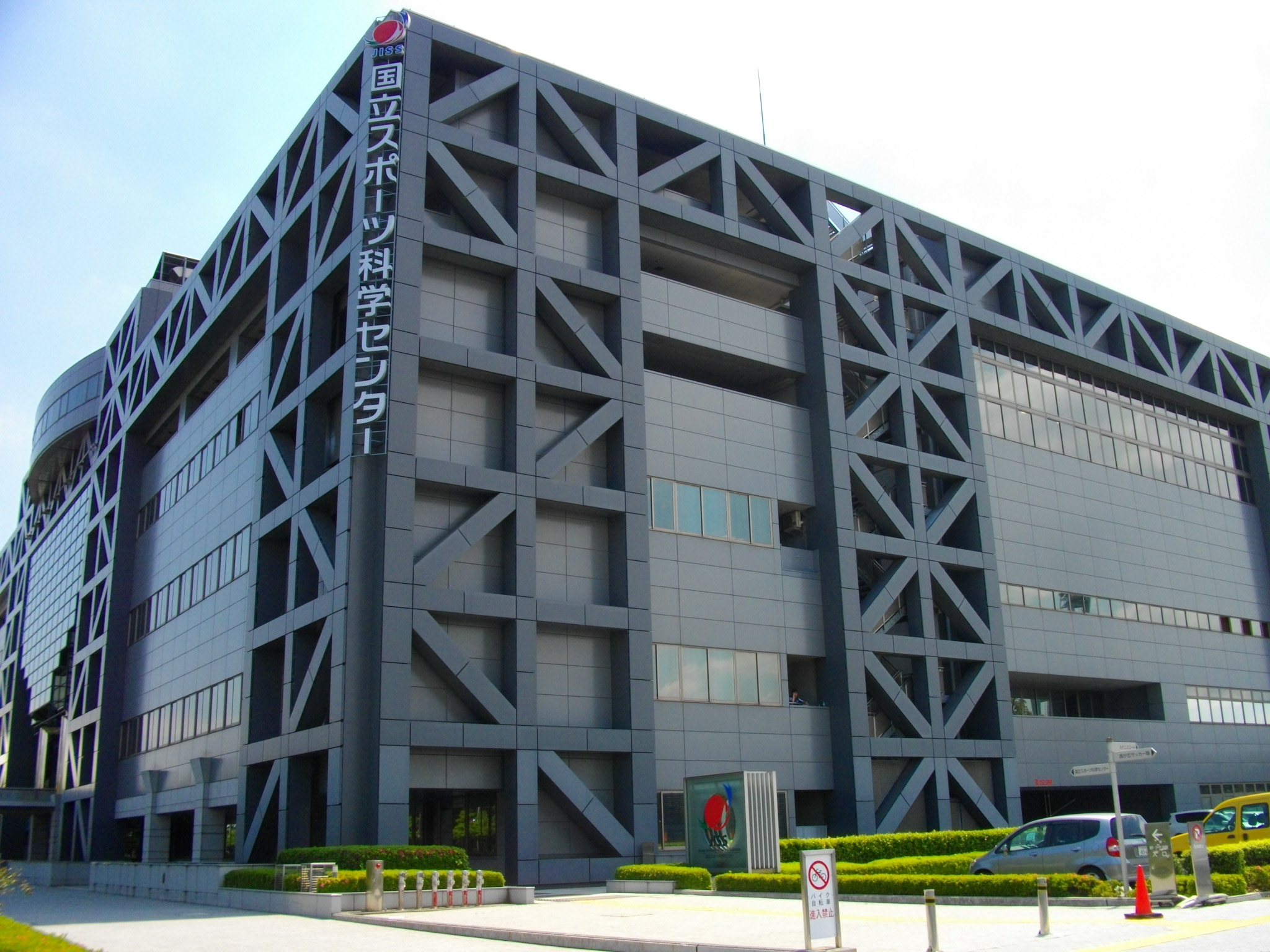
Інститут спортивних наук, Японія

Попит на вчених у сфері спорту та консультантів з продуктивності зростає, а кількість робочих місць зростає, а у світі спорту все більше уваги приділяється досягненню найкращих результатів. Завдяки науковим дослідженням спорту дослідники розвинули краще розуміння того, як людське тіло реагує на вправи, тренування, різні середовища та багато інших подразників.

## Витоки фізіології фізичних вправ
Спортивна наука бере свій початок із Стародавньої Греції. Видатний давньогрецький лікар Гален (131–201) написав 87 докладних есе про покращення здоров’я (правильне харчування), аеробну форму та зміцнення м’язів.

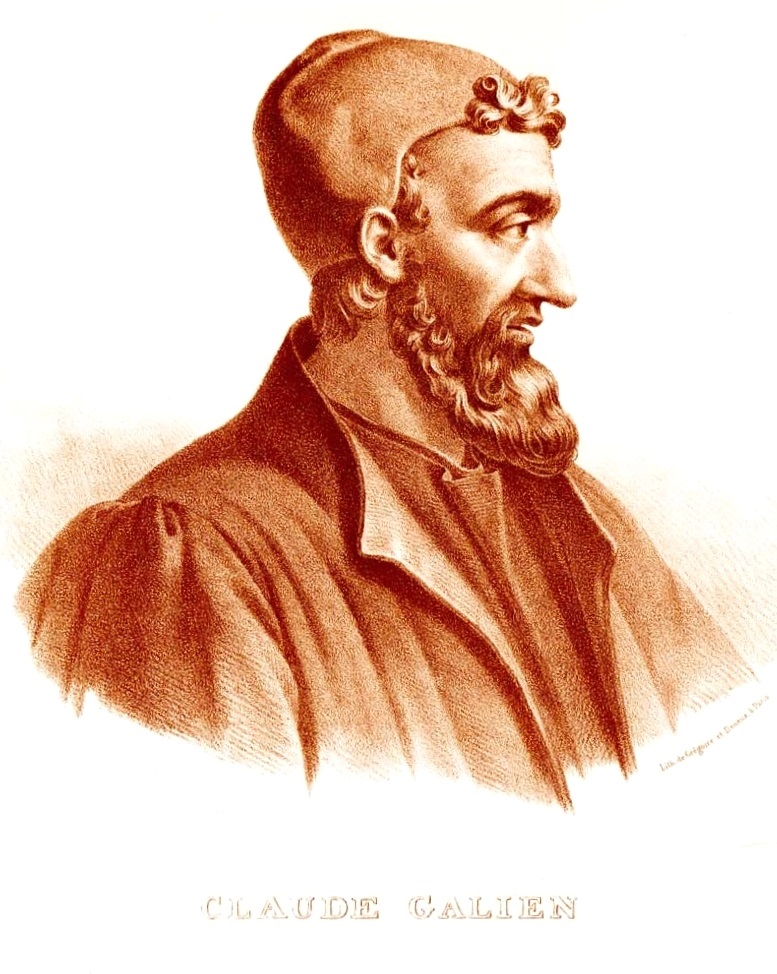
Гален

Нові ідеї щодо роботи та функціонування людського тіла з’явилися в епоху Відродження, коли анатоми та лікарі кинули виклик відомим раніше теоріям. Вони поширилися разом із впровадженням друкованого слова, результатом роботи друкарського верстата Гутенберга в 15 столітті. У зв’язку з цим було велике зростання академічних кіл загалом, університети формувалися по всьому світу. Важливо те, що ці нові вчені вийшли за межі спрощених уявлень ранніх грецьких лікарів і пролили світло на складність систем кровообігу та травлення. Крім того, до середини 19 століття в Сполучених Штатах почали з’являтися перші медичні школи (такі як Гарвардська медична школа, заснована в 1782 році), випускники яких займали важливі посади в академічних колах і пов’язаних з ними медичних дослідженнях.
У цей період значно зросла кількість публікацій у медичних журналах. У 1898 році три статті про фізичну активність з'явилися в першому томі American Journal of Physiology. Інші статті та огляди згодом з’явилися в престижних журналах. Німецьке видання з прикладної фізіології Internationale Zeitschrift fur Physiologie einschliesslich Arbeitphysiologie (1929–1940; тепер відоме як Європейський журнал прикладної фізіології та фізіології праці) стало значним журналом у галузі досліджень.
Кілька ключових діячів зробили значний внесок у вивчення спортивної науки:
- Остін Флінт-молодший (1836–1915) Один із перших американських лікарів-піонерів, який вивчав фізіологічні реакції на фізичні вправи у своїх впливових медичних підручниках.[9]
- Едвард Хічкок-молодший, (1828–1911) професор гігієни та фізичного виховання Амгерстського коледжу, присвятив свою академічну кар’єру науковому вивченню фізичних вправ, тренувань і тіла. Співавтор тексту 1860 року про фізіологію фізичних вправ.[10]
- Джордж Уеллс Фітц, доктор медичних наук (1860–1934) Створив першу кафедру анатомії, фізіології та фізичного виховання в Гарвардському університеті в 1891 році.[11]
- Август Крог (1874–1949) отримав Нобелівську премію з фізіології 1920 року за відкриття механізму контролю капілярного кровотоку в м’язах у стані спокою або в активному стані.[12]
- Пер-Олоф Естранд (1922–2015) Професор кафедри фізіології Каролінського інституту, Стокгольм. Написав основоположну роботу, в якій оцінював фізичну працездатність чоловіків і жінок віком 4–33 роки.[13]

## Вивчення спортивної науки

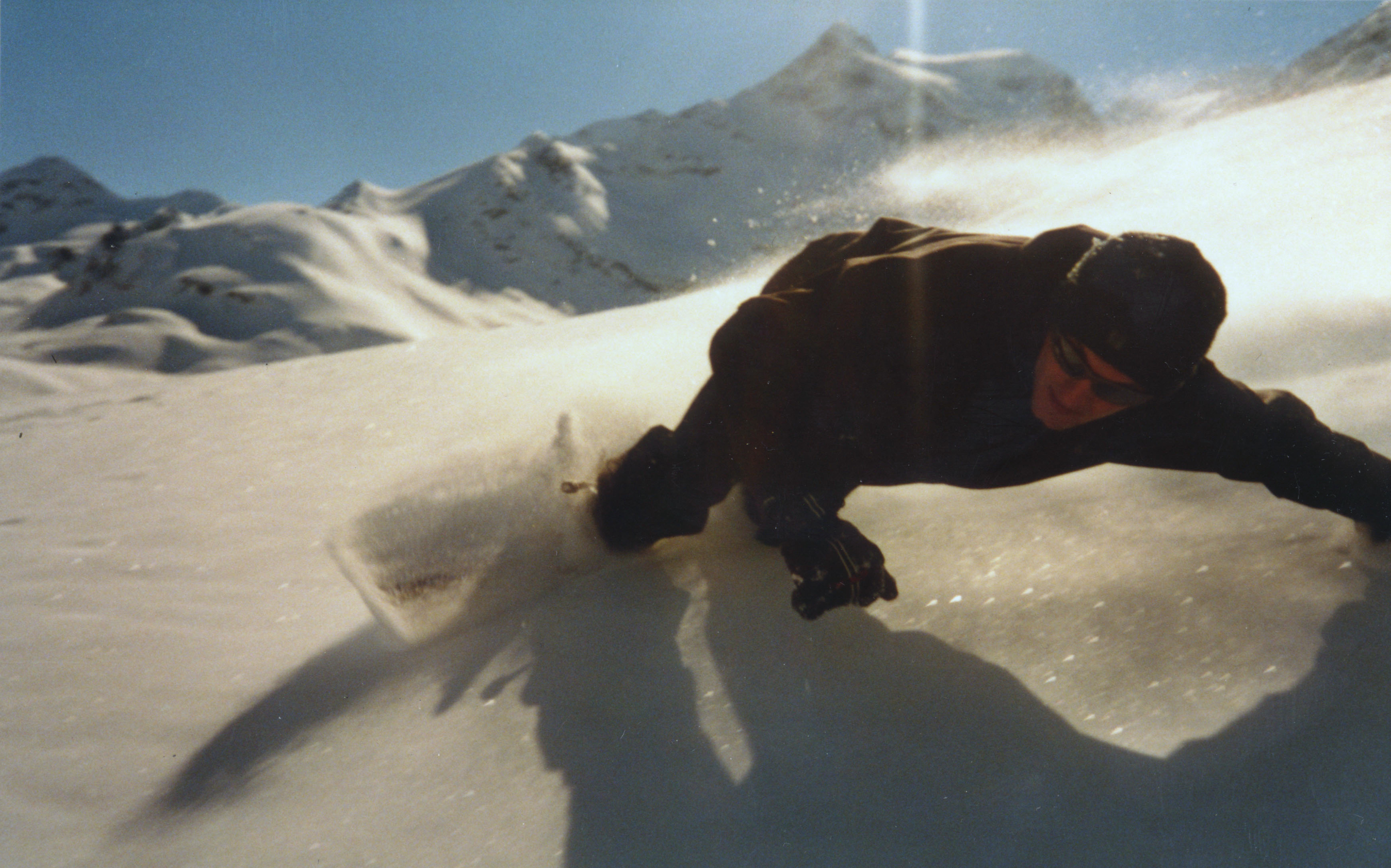
Сноубордиста, який нахиляється до кривої, щоб протистояти відцентровій силі, можна проаналізувати, застосувавши діаграму сил із галузі механіки, дисципліни фізики

Діаграма сил для наведеного вище сценарію з векторами (червоні стрілки) сили ваги (по вертикалі), відцентрової сили (по горизонталі) і результуючої сили (по діагоналі). Можна легко побачити, що результуюча сила, яку мають витримувати м’язи ніг сноубордиста, набагато вища, ніж проста сила ваги.

Значна кількість досліджень у галузі спортивної науки виконується в університетах або спеціалізованих дослідницьких центрах. Ступені вищої освіти в галузі спортивних наук або фізіології людини також стають все більш популярними, і багато університетів тепер пропонують бакалаврат, аспірантуру та дистанційне навчання з цієї дисципліни. Можливості для випускників у цих галузях включають працевлаштування вчителем фізкультури, дієтологом або дієтологом, аналітиком продуктивності, спортивним тренером, спортивним терапевтом, менеджером фітнес-центру, спортивним адміністратором, фахівцем з силових і кондиційних форм або менеджером роздрібної торгівлі спортивного магазину. Випускники також можуть мати хороші можливості для подальшого навчання, щоб стати акредитованим фізіотерапевтом, фізіологом фізичних вправ, дослідником і лікарем спортивної медицини.
Спортивна наука також може бути корисною для надання інформації про старіння тіла. Літні дорослі знають про переваги фізичних вправ, але багато з них не виконують вправ, необхідних для збереження цих переваг. Спортивна наука надає засоби, які дозволяють людям похилого віку відновити більше фізичної компетентності, не зосереджуючись на цьому з метою запобігання старінню. Спортивна наука також може допомогти людям похилого віку уникнути падінь і мати можливість виконувати щоденні завдання більш самостійно.
В Австралії більшість науково-спортивних досліджень з 1983 по 2003 роки проводилися в лабораторіях, і майже половина досліджень була проведена за участю спортсменів субеліти або елітних спортсменів. Більше двох третин досліджень було проведено щодо чотирьох видів спорту: веслування, велосипедного спорту, легкої атлетики та плавання. В Америці спорт відіграє значну частину американської ідентичності, однак спортивну науку повільно замінила наука про фізичні вправи. Спортивна наука може дозволити спортсменам тренуватися та змагатися ефективніше вдома та за кордоном.
Жозе Моурінью, футбольний менеджер, який двічі виграв Лігу чемпіонів УЄФА, відобразив свої дослідження спортивної науки так: «Іноді важко зрозуміти, спорт це чи наука».

## Академічні журнали зі спортивної науки
- Journal of Applied Biomechanics[en]
- International Journal of Computer Science in Sport[en]
- Journal of Strength & Conditioning Research[en]
- Journal of Swimming Research[en]
- Sports[en]
- Medicine & Science in Sports & Exercise[en]
- Journal of Science and Medicine in Sport[en]

## Відтворюваність
Дослідження 2018 року критикувало науку про фізичні вправи та спорт за недостатню реплікацію досліджень, обмежене звітування про нульові та тривіальні результати та недостатню прозорість досліджень. Статистики критикували спортивну науку за поширене використання висновків на основі величини, суперечливого статистичного методу, який дозволив спортивним вченим отримувати очевидно значні результати з шумних даних, де звичайна перевірка гіпотез не знайшла б їх.

## Дивіться також
- Кінезіологія
- Спортивна медицина

## Зовнішні посилання
- Міжнародний реєстр спортивної науки
- Британська асоціація наук про спорт і фізичні вправи. [Архівовано 25 травня 2017 у Wayback Machine.]
- Американський коледж спортивної медицини
- Європейський коледж спортивних наук (в архіві)
- Наука про фізичні вправи та спорт Австралія
- Національна асоціація сили та кондиції

Шаблон:Sport